# Міністерство внутрішніх справ Словацької Республіки
48°08′26″ пн. ш. 17°07′07″ сх. д. / 48.140647° пн. ш. 17.118486° сх. д.

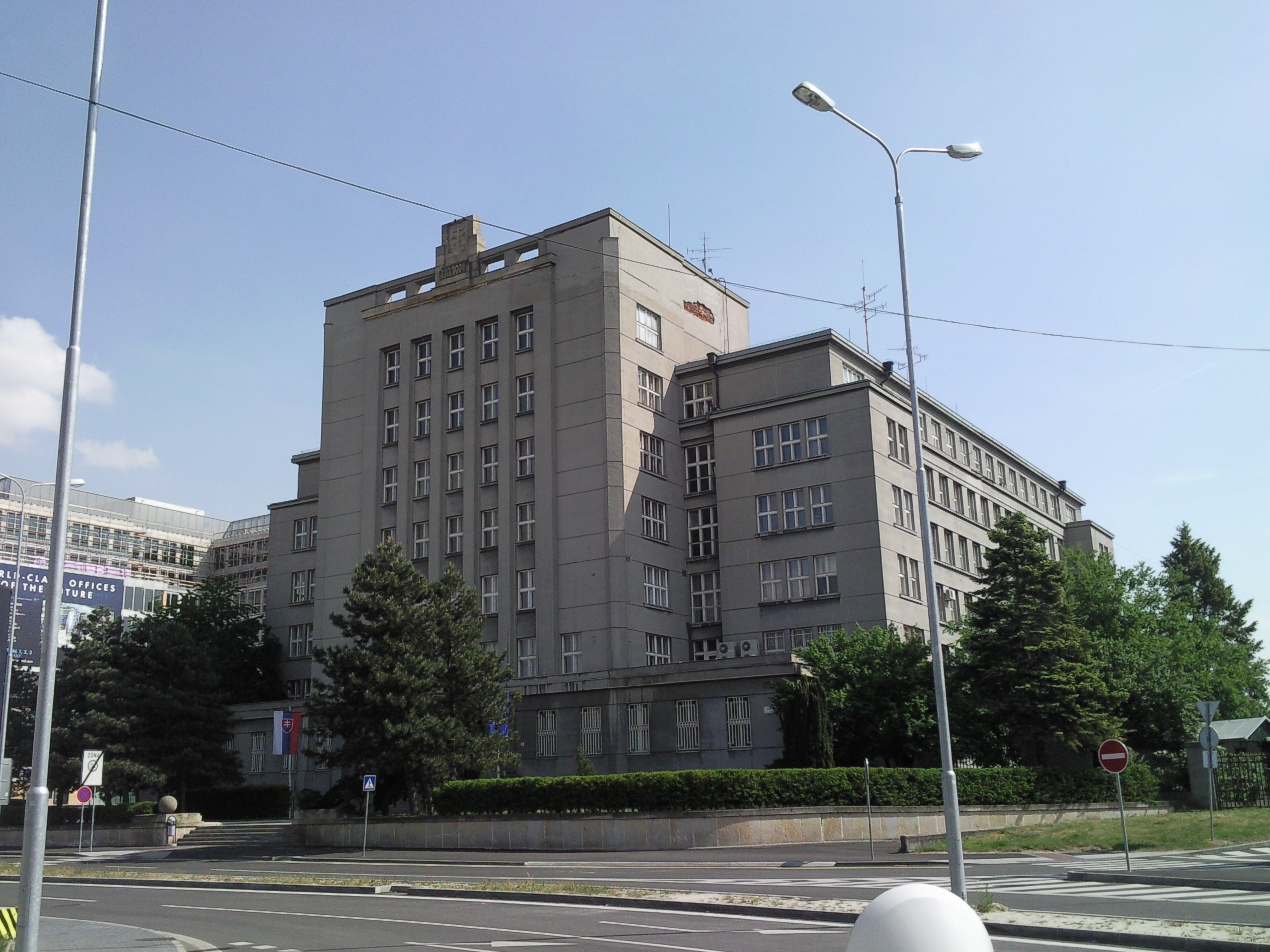
Адміністративна будівля Міністерства внутрішніх справ Словацької республіки

Міністерство внутрішніх справ Словацької Республіки (словац. Ministerstvo vnútra Slovenskej republiky; абр. MV SR) є одним із міністерств Словаччини. 

## Компетенція Міністерства
Міністерство внутрішніх справ Словацької Республіки є центральним органом державної влади Словацької Республіки для: 
1. захист конституційного правопорядку, громадського порядку, безпеки осіб і майна, охорони та управління державного кордону, безпеки та вільного користування дорожнім рухом, обіг зброї та боєприпасів, діяльність приватних охоронних служб, в'їзд на територію Словацької республіки та проживання іноземців на її території, посвідчень, проїзних документів та дозволів на водіння, питання біженців, реєстрацію мешканців, реєстрацію автотранспортних засобів, інтегровану систему порятунку, цивільний та протипожежний захист,
2. загальне внутрішнє управління, включно з питаннями територіальної та адміністративної організації Словацької Республіки, державні символи, геральдичний реєстр, архіви та реєстри, громадянство, реєстр питань, збір та об'єднання, включаючи реєстрацію окремих юридичних осіб, як передбачено законом, організаційне забезпечення виборів до Національної ради Словацької республіки, організаційне забезпечення виборів Президента Словацької республіки та голосування народних депутатів про його звільнення, організацію виборів до органів місцевого самоврядування, організаційне забезпечення референдумів, організацію виборів до Європейського Парламенту, військові захоронення, торговельний бізнес, дозвіл на масові заходи і зібрання, координація діяльності органів державного управління, як місцевого самоврядування громад, так і органів вищого рівня.
3. автоматизована інформаційна система місцевого самоврядування
4. Поліцейський корпус і пожежно-рятувальний корпус
5. координація навчання працівників громад та вищих територіальних одиниць, які зайняті в державному управлінні.

## Міністр внутрішніх справ
Міністерство внутрішніх справ управляє і відповідає за свою діяльність міністру внутрішніх справ, який призначається і знімається з посади Президентом Словацької Республіки за поданням прем'єр-міністра Словацької Республіки. 
Нинішній міністр внутрішніх справ — Матуш Шутай Ешток 

## Державний секретар Міністерства внутрішніх справ
(словац. Štátny tajomník ministerstva vnútra) 
На час його відсутності міністр внутрішніх справ представляється державним секретарем у межах його прав та обов'язків. Міністр також може, в інших випадках, уповноважити державного секретаря представляти його в межах його прав та обов'язків. Державний секретар має консультативний голос, коли представляє міністра на засіданні уряду. Державний секретар призначається на посаду та звільняється з посади урядом за пропозицією міністра внутрішніх справ. 